# Grewia kakothamnos
Grewia kakothamnos är en malvaväxtart som beskrevs av Karl Moritz Schumann. Grewia kakothamnos ingår i släktet Grewia och familjen malvaväxter. Inga underarter finns listade i Catalogue of Life.